# هورتنسیا هررو
هورتنسیا هررو (انگلیسی: Hortensia Herrero; ۲۰ مهٔ ۱۹۵۰) کارآفرین و سرمایه‌دار اهل اسپانیا است.